# 대불초등학교 (전북)
대불초등학교는 대한민국 전라북도 진안군 주천면 동상주천로 1344 (대불리)에 있었던 초등학교이다.

## 연혁
- 1935년 4월 10일 주천공립보통학교 부설 대불간이학교 개교
- 1944년 4월 1일 대불공립국민학교로 개칭
- 1946년 12월 31일 현 위치로 이전
- 1996년 3월 1일 대불초등학교로 개칭
- 1999년 3월 1일 주천초등학교로 통폐합

## 폐교 이후
폐교 이후 현재 위치에는 진솔대안학교(링크 보관됨 2018-08-06 - 웨이백 머신)가 들어서 있다.